# Chaumont (Yonne)
Chaumont is een gemeente in het Franse departement Yonne (regio Bourgogne-Franche-Comté) en telt 601 inwoners (2004). De oppervlakte bedraagt 8,6 km², de bevolkingsdichtheid is 69,9 inwoners per km².

## Demografie
Onderstaande figuur toont het verloop van het inwoneraantal van Chaumont vanaf 1962.

Bron: Frans bureau voor statistiek. Cijfers inwoneraantal volgens de definitie population sans doubles comptes (zie de gehanteerde definities)
1. ↑  Populations de référence 2022.